# Lluç de riu
El lluç de riu o luci (Esox lucius) és un peix d'aigua dolça de l'ordre Esociformes.

## Particularitats
Originari de l'Europa del Nord, ha estat introduït en alguns llocs de Catalunya, com llacs i embassaments. És un peix depredador que pot assolir els 140 cm de llarg i un pes d'uns 25 kg. Els exemplars presents a Catalunya però no arriben a aquestes dimensions i rarament passen d'1 m de llarg. És un peix excel·lent per a la pesca esportiva i també des del punt de vista gastronòmic.

## El lluç a l'estany de Banyoles
Francesc Darder i Llimona, fundador del Museu Darder, va iniciar les repoblacions piscícicoles de l'Estany de Banyoles el 1910, en una campanya promoguda arreu de Catalunya pel Laboratori Ictiogènic del Parc Zoològic de Barcelona. Dues de les espècies que es van introduir a l'Estany en aquesta època, les carpes i els gardis, es van reproduir més del que esperaven els pescadors, per la qual cosa, a la dècada de 1950, es va decidir d'introduir-hi un depredador que en regulés la població. L'espècie triada va ser el luci. Les conseqüències van ser molt greus per la poca fauna autòctona que quedava a l'estany. Va ser en aquesta època que va desaparèixer l'espinós, un petit peix autòcton.
En aquests anys, l'”Agrupación pescadores del Lago” organitzava concursos de pesca del luci. Per exemple, el 1961 n'organitzà un en què es donaven 10 punts per luci pescat, més un punt per cada centímetre de longitud que fes l'animal. En acabar la temporada de pesca, s'atorgava el trofeu de campió. El concurs era vàlid tant per a pescadors locals com per a forans. Hi havia fins i tot un restaurant a Banyoles que comptava amb paté de luci al seu menú a mitjan segle xx.

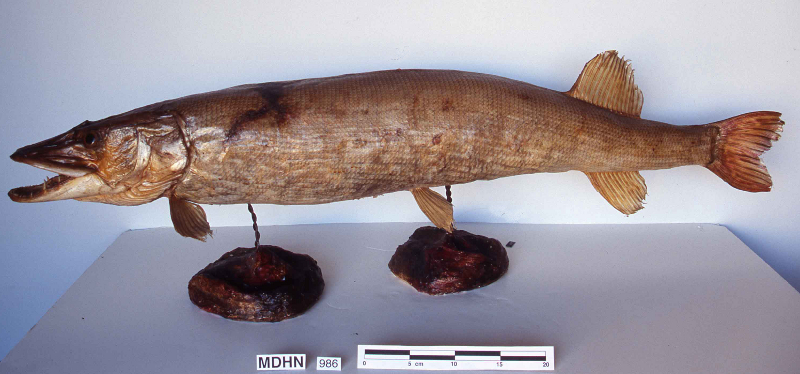
Luci al Museu Darder de Banyoles.

Va ser el maig d'aquest any que es va pescar un luci de mida considerable, de 12,5 kg i 1,15 m. Un exemplar prou pesant com per a trencat l'ormeig del pescador, Josep Costa Barba, que va necessitar una barca per poder-lo agafar, després de força dificultats. Posteriorment, l'exemplar va ser dissecat pel taxidermista local Josep Cruells. És gairebé segur que aquest exemplar és el que va ser donat pels pescadors al Museu Darder, actualment en exposició permanent, ja que coincideixen les mides. El luci no va aconseguir de reproduir-se a l'estany de Banyoles, amb la qual cosa va anar desapareixent ben aviat amb les pesques continuades. Encara se'n va pescar algun exemplar als voltants de 1980.
El luci, però, va ser una de les espècies de peixos introduïdes a l'estany de Banyoles més nocives per a les poblacions de peixos autòctons. El 2010 s'inicia una campanya de recuperació de les espècies pròpies de l'estany de Banyoles, el Projecte Estany, un Projecte Life de la Unió Europea que realitza el Consorci de l'Estany de Banyoles.